# Mường Lầm
Mường Lầm là một xã thuộc huyện Sông Mã, tỉnh Sơn La, Việt Nam.
Xã Mường Lầm có diện tích 33,45 km², dân số năm 1999 là 4.148 người, mật độ dân số đạt 124 người/km².